# بریکو دیپو
بریکو دیپو (انگلیسی: Brico Dépôt) شرکت خرده‌فروشی فرانسوی است، که در سال ۱۹۹۳ تأسیس شد.